# Rhynchina claudiae
Rhynchina claudiae là một loài bướm đêm trong họ Erebidae.